# Stefano Mazzotti
Stefano Mazzotti (ur. 18 czerwca 1966 w Faenzy) – włoski duchowny katolicki, dyplomata watykański, chargés d’affaires w Tajpej od 2022.

## Życiorys
24 listopada 2001 otrzymał święcenia kapłańskie i został inkardynowany do diecezji Terni-Narni-Amelia. W 2002 rozpoczął przygotowanie do służby dyplomatycznej na Papieskiej Akademii Kościelnej. W 2004 rozpoczął służbę w dyplomacji watykańskiej pracując kolejno jako sekretarz nuncjatur: na Filipinach (2004-2008), w Portugalii (2008-2011) i we Francji (2011-2014). W 2014 został pracownikiem sekcji II Sekretariatu Stanu Stolicy Apostolskiej. Następnie w latach 2020-2022 był radcą nuncjatury w Egipcie.
19 lipca 2022 został mianowany przez Franciszka chargés d’affaires w Tajpej kierującym nuncjaturą apostolską w Chinach.